# Enchufe.tv
Enchufe.tv là một trang web series của Ecuador được sản xuất bởi Touché Films. Trụ sở của trang web được đặt tại Quito, bao gồm các bản phác thảo hài kịch được đăng chủ yếu trên YouTube và trên kênh truyền hình Ecuador Ecuavisa.
Tính đến Tháng 8 năm 2018, kênh YouTube của enchufetv đang có hơn 18 triệu lượt đăng ký với hơn 6.1 tỷ lượt xem.

## Giải thưởng

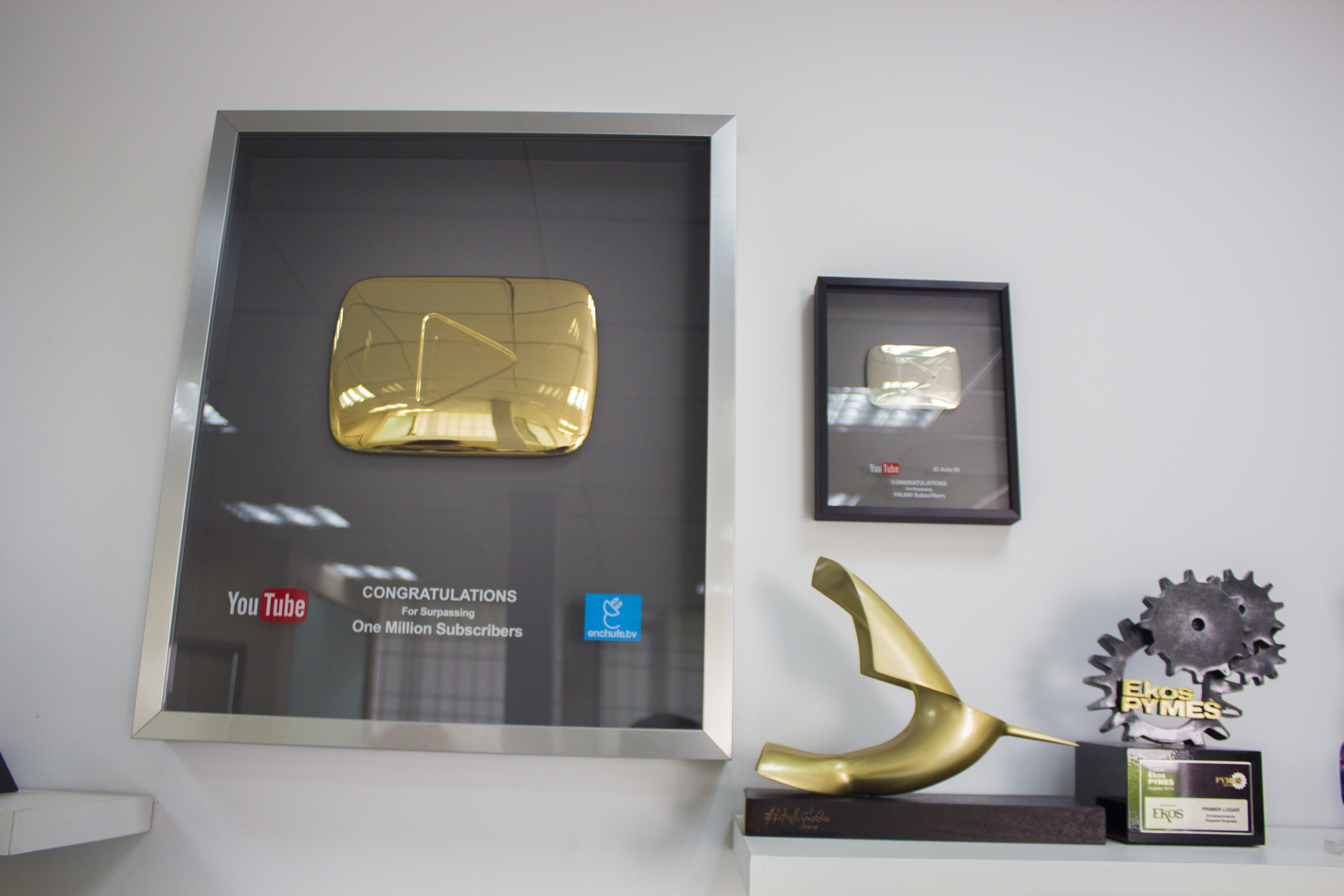
Nút Play Vàng YouTube cho Enchufe.tv đã đạt 1 triệu lượt đăng ký.

- Nút Play Vàng từ Giải Âm nhạc YouTube 2013 (1 triệu lượt đăng ký).
- Audience Choice Show of the Year từ Giải Streamy 2014.

## Diễn viên

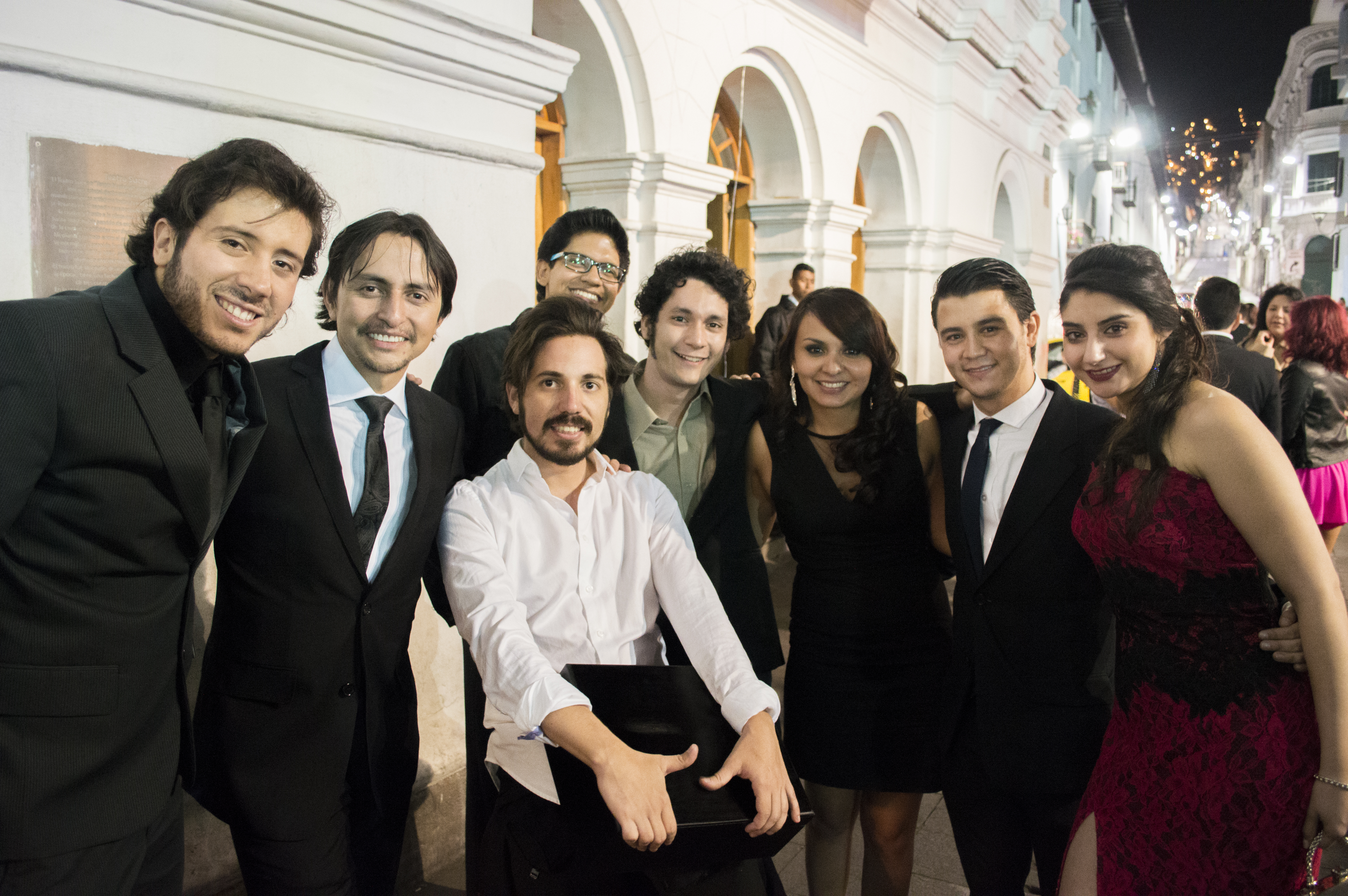
Các diễn viên của Enchufe.tv vào năm 2015.

- Orlando Herrera
- Carolina Pérez
- Raúl Santana
- Jorge Ulloa
- Leonardo Robalino
- Nataly Valencia
- Daniel Paez
- Carla Yépez
- Esteban Jaramillo
- Francisco Viñachi
- Jorge Alejandro Fegan
- Maya Villacreses
- Mosquito Mosquera
- Christoph Baumann
- Erika Russo
- Alejandro Lalaleo (biên kịch)[4]